# Cessna 500 Citation I
El Cessna 500 Citation I es un avión de negocios ligero propulsado por un par de motores turbofán fabricado por la compañía estadounidense Cessna en Wichita, Kansas. El Citation I fueron la base a partir de la que se desarrollaron los demás modelos de la familia de aviones de negocios Cessna Citation.

## Variantes
- FanJet 500, el prototipo de la primera generación de la serie Citation, voló por primera vez el 15 de septiembre de 1969.[1]
  - Citation I (Modelo 500), originalmente llamado Citation 500 hasta que Cessna introdujo la nomenclatura Citation I, introdujo algunos cambios de diseño con respecto al FanJet 500 para entrar en producción en serie. El Citation I fue uno de los primeros aviones de negocios ligeros en incorporar motores turbofán. Su producción finalizó en 1985.[2]
  - Citation I/SP (Modelo 501), modelo para operar con un único piloto (SP: single-pilot).[3]

### Desarrollos relacionados
- Cessna Citation
- Cessna Citation II